# Lanfranco I di Bergamo
Lanfranco I di Bergamo (895/900 – 950/954) è stato un nobile italiano dell'Italia settentrionale. Apparteneva alla dinastia nota agli storici come Gisalbertini.

## Biografia
Lanfranco era figlio di Gisalberto I di Bergamo e Rotruda di Pavia.
Lanfranco è documentato per la prima volta come vassallo reale (vassus regis) nel 935. Nel 945 gli fu conferito il titolo di conte (probabilmente di Bergamo) in un diploma rilasciato da Ugo d'Italia. Più tardi, quello stesso anno, Lanfranco divenne conte palatino di Bergamo attraverso l'intervento di Berengario II d'Italia.
Morì tra il 950 e il 954.

## Discendenza
Con la moglie, il cui nome non è noto, Lanfranco I ebbe diversi figli, tra cui:
- Gisalberto II di Bergamo
- Franca